# Ze best in laiv!
Ze best in laiv! è un album dal vivo del gruppo rock demenziale Skiantos, pubblicato nel 1990.

## Il disco
Si tratta della registrazione di una esibizione del gruppo in uno studio di registrazione davanti ad alcuni amici. Alle registrazioni è poi stato aggiunto il vociare di un pubblico da stadio. È l'ultimo disco pubblicato per l'etichetta Targa/Bollicine. Primo disco del batterista Roberto "Granito" Morsiani (che resterà nella band fino al 2007) e del bassista Marco Nanni, storico collaboratore di Lucio Dalla appena uscito dalla lunga esperienza con gli Stadio che fondò insieme a Gaetano Curreri e Giovanni Pezzoli.

## Tracce
1. Eptadone – 1:16
2. Kakkole – 2:22
3. Sono buono – 3:25
4. Karabigniere blues – 2:59
5. Sono un ribelle mamma – 4:39
6. Sono rozzo, sono grezzo / Makaroni – 3:49
7. Io ti amo da matti (sesso & karnazza) – 3:39
8. Io sono uno skianto – 2:49
9. Vortice – 5:29
10. Ehi, ehi, ma che piedi che c'hai – 1:07
11. Mi piaccion le sbarbine – 3:21
12. Non voglio più – 3:32
13. Sono contro – 2:50
14. Largo all'avanguardia – 3:12
15. Bau bau baby – 5:33 – solo nella versione CD

## Formazione
- Roberto "Freak" Antoni - voce
- Fabio "Dandy Bestia" Testoni - chitarra elettrica e cori
- Marco "Marmo" Nanni  - basso
- Sandro "Belluomo" Dall'Omo - tastiera
- Carlo "Charlie Molinella" Atti - sax tenore
- Roberto "Granito" Morsiani - batteria